# الجبهة الشعبية (تونس)
الجبهة الشعبية أو الجبهة الشعبية لتحقيق أهداف الثورة هو ائتلاف سياسي تونسي يضم 11 حزباً وتجمعاً يسارياً وقومياً وبيئياً، وبعض المستقلين. أسست الجبهة في 7 أكتوبر 2012، وأسندت مهمة الناطق باسمها لحمة الهمامي، الأمين العام لحزب العمال.

## الأحزاب الأعضاء
- حزب العمال بقيادة حمة الهمامي
- حزب الوطنيين الديمقراطيين الموحد
- الوطنيون الديمقراطيون (وطد) بقيادة جمال الأزهر
- حزب النضال التقدمي بقيادة محمد الأسود

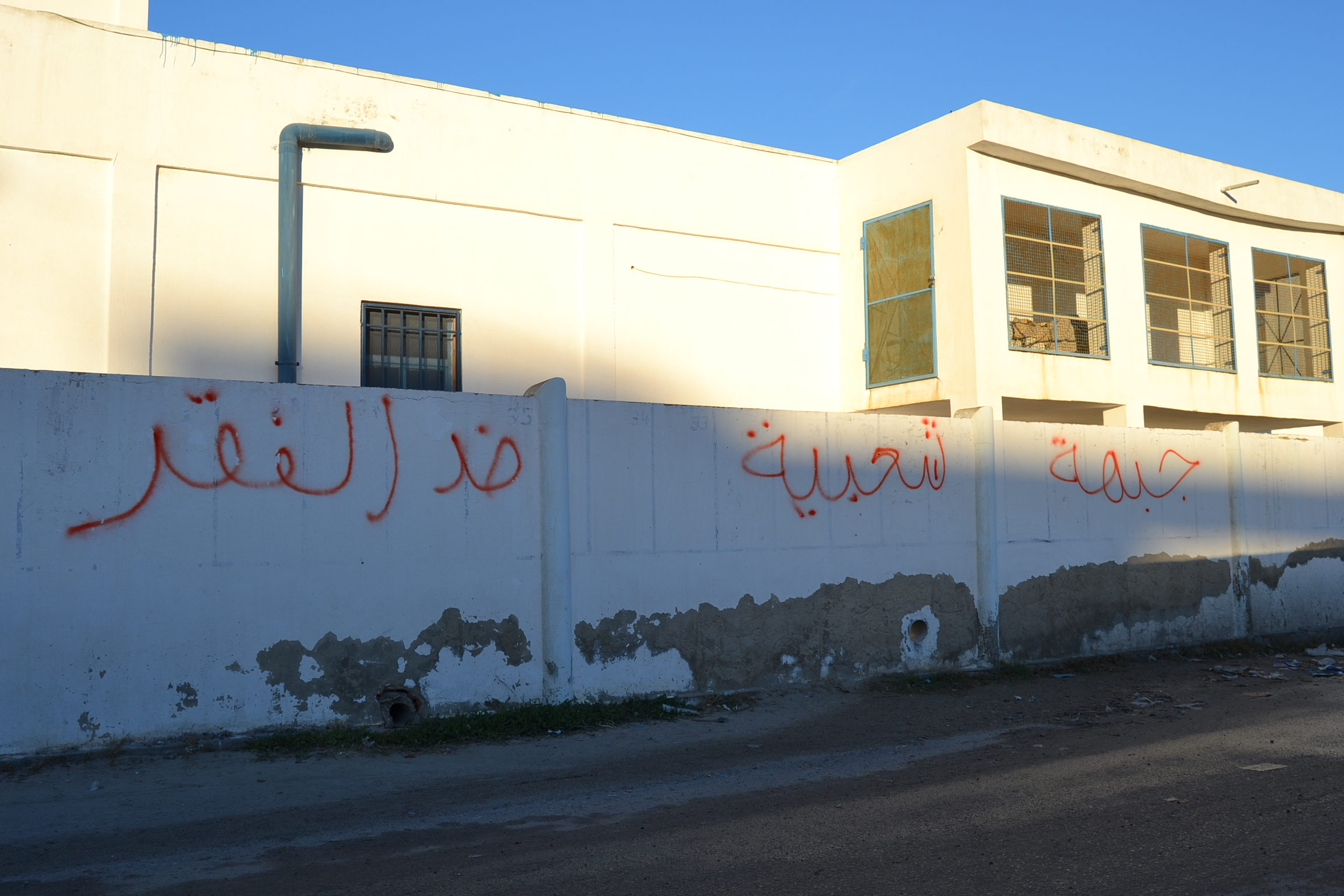
مخطوطة على جدار: جبهة شعبية ضد الفقر

- حزب الطليعة العربي الديمقراطي
- حركة البعث بتونس
- رابطة اليسار العمالي
- حزب تونس الخضراء
- الجبهة الشعبية الوحدوية
- الحزب الشعبي للحرية والتقدم
- حزب القطب
- التيار الشعبي

## الأداء الانتخابي
في ما يلي، النتائج الانتخابية لحركة النهضة الأخيرة حسب نوعها.

### التشريعية
| تاريخ الانتخابات | عدد الأصوات     | نسبة الأصوات    | عدد المقاعد     | الرتبة          | النتيجة         |
| مجلس نواب الشعب  | مجلس نواب الشعب | مجلس نواب الشعب | مجلس نواب الشعب | مجلس نواب الشعب | مجلس نواب الشعب |
| ---------------- | --------------- | --------------- | --------------- | --------------- | --------------- |
| 2014             | 124,654         | 3.66%           | 15 / 217        | الرابعة         | المعارضة        |
| 2019             | 32,365          | 1.12%           | 1 / 217         | السادسة عشر     | المعارضة        |

### الرئاسية
| تاريخ الانتخابات        | المرشح                  | عدد الأصوات             | نسبة الأصوات            | النتيجة                 |
| رئيس الجمهورية التونسية | رئيس الجمهورية التونسية | رئيس الجمهورية التونسية | رئيس الجمهورية التونسية | رئيس الجمهورية التونسية |
| ----------------------- | ----------------------- | ----------------------- | ----------------------- | ----------------------- |
| 2014                    | حمة الهمامي             | 255,529                 | 7.82%                   | المرتبة الثالثة.        |
| 2019                    | المنجي الرحوي           | 27,346                  | 0.81%                   | المرتبة الثالثة عشر.    |

### البلدية
| تاريخ الانتخابات         | عدد الأصوات              | نسبة الأصوات             | عدد المقاعد              | رؤساء البلديات (العُمَد)   | النتيجة                  |
| المجالس البلدية التونسية | المجالس البلدية التونسية | المجالس البلدية التونسية | المجالس البلدية التونسية | المجالس البلدية التونسية | المجالس البلدية التونسية |
| ------------------------ | ------------------------ | ------------------------ | ------------------------ | ------------------------ | ------------------------ |
| 2018                     | 71,551                   | 3.95%                    | 261 / 7٬212              | 8 / 350                  | المرتبة الرابعة وطنيا.   |